# Manieristes d'Anvers

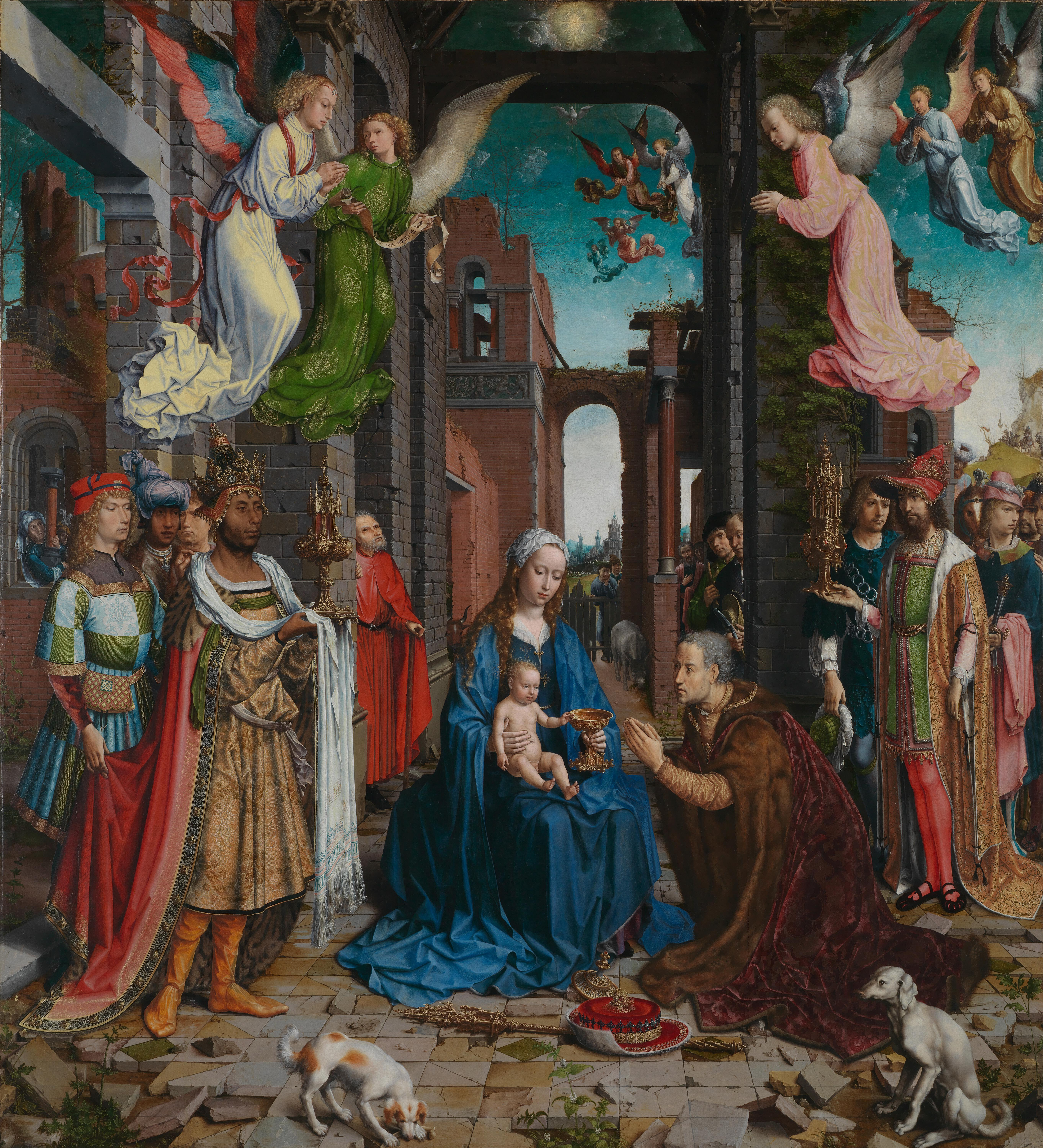
Adoració dels Reis Mags per Jan Gossaert.

El manierisme d'Anvers és el nom que es dona a l'estil d'un ampli grup de pintors, majoritàriament anònims, d'Anvers de començaments del segle xvi. L'estil no tenia relació directa amb el Renaixement o el Manierisme italià, però el nom suggereix una peculiaritat que era una reacció a l'estil «clàssic» dels pintors primitius flamencs.
Encara que s'han fet intents d'identificar artistes individuals, la major part de les pintures segueixen atribuint-se a mestres anònims. Són característiques del manierisme d'Anvers obres atribuïdes a Jan de Beer i Jan Wellens de Cock, la del Mestre de 1518 (possiblement Jan Mertens o Jan van Dornicke), i algunes pintures primerenques de Jan Gossaert i Adriaen Isenbrandt. Les pintures combinen l'estil primitiu flamenc i el Renaixement flamenc, i incorporen tant tradicions flamenques com italianes a les mateixes composicions. Entre els qui varen practicar l'estil freqüentment pintaven temes com l'Adoració dels Reis Mags i la Nativitat,
ambdós generalment representats com escenes nocturnes, poblades de figures i il·luminades de manera dramàtica. Les escenes d'Adoració eren especialment populars entre els manieristes d'Anvers, que es delectaven amb els estampats de les robes elaborades que lluïen els Mags i l'ornamentació de les ruïnes arquitectòniques en les quals s'ambientava l'escena.
La següent ona d'influència de la pintura italiana va venir amb el romanisme, com es veu a les darreres obres de Gossaert.

## En arquitectura
Encara que això indueix a error, es parla també de Manierisme d'Anvers per descriure l'estil arquitectònic, que és lleugerament manierista, desenvolupat a Anvers al voltant de l'any 1540, que influí llavors a tota l'Europa septentrional, per exemple en l'Arquitectura isabelina.